# Ilmarinen (ångfartyg)
För örlogsfartyget, se Ilmarinen (pansarbåt)
Ilmarinen var en finländsk hjulångare, som var landets första ångfartyg. Hon byggdes på Varviniemi varv i Puhos i Kides kommun i Norra Karelen av skeppsbyggaren Sandsund för sågverksägaren Nils Arppe och Johan Fredrik Hackman den yngre.
Ilmarinen var en öppen träbåt med skovelhjul vid båtens båda sidor. Ångmaskinen byggdes av Alexandrovs mekaniska verkstad i Sankt Petersburg efter brittiska ritningar. Hon bogserade timmer på Saimen.
Hon bogserade timmersläp på Saimen från sågverken i Utra, Puhos och Varkaus till Joutseno och Lauritsala, varifrån sågade trävaror transporterades vidare landvägen till Viborg. 
Hon slutade segla 1844 efter det att en hästbana öppnats 1843 mellan Orivesi och Pyhäjärvi. Hon höggs troligen upp i Puhos samma år.